# Broadway the Hard Way
Das Livealbum Broadway the Hard Way des amerikanischen Musikers, Komponisten und Produzenten Frank Zappa wurde während verschiedener Auftritte seiner Welttournee im Jahr 1988 aufgenommen. Zuerst kam es im Oktober 1988 als Vinyl-Album mit neun verschiedenen Stücken über Zappas eigenes Label Barking Pumpkin Records auf den Markt. 1989 wurde eine auf 17 Titel erweiterte CD durch das Label Rykodisc veröffentlicht.

## Inhalt
Broadway the Hard Way ist das erste Livealbum, das aus mehreren Auftritten auf Frank Zappas Welttournee von 1988 (seiner letzten Tournee) zusammengestellt wurde. Es besteht hauptsächlich aus neuem, diesmal eher text- und gesangsorientiertem Material. Das – für Zappa – besondere ist, dass es sich um echte Liveaufnahmen handelt, also im Studio hinterher keine Overdubs hinzugefügt wurden. Allerdings – wiederum für Zappa typisch – kann es sein, dass ein Song aus mehreren Aufnahmen von verschiedenen Shows zusammengesetzt ist (Detaillierte Informationen in der Titelliste).
Der Tenor ist durchweg sehr politisch. Zappa schießt auf Ziele wie Elvis Presley, Michael Jackson, Richard Nixon, Ronald Reagan, Pat Robertson und andere Televangelisten, Jesse Jackson, C. Everett Koop und so weiter. Trotz Zappas Ruf als Satiriker ist sein Sarkasmus hier oft überraschend humorlos und neigt zur Didaktik. Seine Entscheidung, Namen zu benennen und seine Themen explizit und nicht durch Metaphern anzusprechen, macht das Album auch fast zu einer Standup-Comedy-Routine der späten 80er Jahre. Trotz dieser Mängel trafen viele von Zappas politischen Beobachtungen genau wie einige der Witze ins Schwarze und machten Broadway the Hard Way vielleicht zu einer seiner besten und intellektuell anregendsten politischen Bemühungen nach den 60er Jahren. Die CD enthält einen denkwürdigen Gastauftritt von Sting, in dem er seinen von Jimmy Swaggart scharf verurteilten Police-Hit Murder by Numbers singt.
Trotz des Titels beabsichtigte Zappa nicht, das Material für eine Theaterproduktion zu verwenden, aber das Album erhielt 1990 eine Grammy-Nominierung für das beste Musical-Cast-Show-Album und verlor gegen Jerome Robbins’ Broadway.

## Titelliste

### LP / Vinyl (1988)
Es handelt sich um „echte“, also tontechnisch nicht nachbearbeitete Liveaufnahmen, allerdings kann es sein, dass ein Song aus verschiedenen Aufnahmefragmenten mehrerer Auftritte zusammengeschnitten ist.
| Seite / Nr. | Titel                            | Ort (Konzert) | Datum (Aufnahme) | Länge |
| ----------- | -------------------------------- | --- | --- | ----- |
| A1          | Elvis Has Just Left the Building | Palasport di Genova / Genua, Italien | 9. Juni 1988 | 2:24  |
| A2          | Planet of the Baritone Women     | Music Hall / Cincinnati, USA Warner Theatre / Washington, D.C., USA Tower Theater / Pennsylvania, USA | 5. März 1988 9. Februar 1988 12. Februar 1988 | 2:48  |
| A3          | Any Kind of Pain                 | Music Hall / Cincinnati, USA Warner Theatre / Washington, D.C., USA Tower Theater / Pennsylvania, USA Falkoner Centret / Kopenhagen, Dänemark | 5. März 1988 9. Februar 1988 12. Februar 1988 25. April 1988                                                                                            | 5:42  |
| A4          | Jesus Thinks You’re a Jerk       | Tower Theater / Pennsylvania, USA Royal Oak Music Theatre / Michigan, USA Cumberland County Civic Center / Portland (Maine), USA Rothman Center / Hackensack (New Jersey), USA Civic Center / Providence (Rhode Island), USA Nassau Coliseum / Long Island (New York), USA Warner Theatre / Washington, D.C., USA Wembley Arena / London, England Shea’s Theater / Buffalo (New York), USA War Memorial Auditorium / Rochester (New York) USA | 13./14. Februar 1988 26. Februar 1988 15. März 1988 20. März 1988 16. März 1988 25. März 1988 9. Februar 1988 19. April 1988 9. März 1988 11. März 1988 | 9:15  |
| B1          | Dickie’s Such an Asshole         | Music Hall / Cincinnati, USA Warner Theatre / Washington, D.C., USA Hala Tivoli / Ljubljana, Slowenien Broome County Arena / Binghamton (New York), USA Olympen / Lund, Schweden | 5. März 1988 9. Februar 1988 23. Mai 1988 17. März 1988 26. April 1988                                                                                  | 6:37  |
| B2          | When the Lie’s So Big            | Music Hall / Cincinnati, USA Warner Theatre / Washington, D.C., USA | 5. März 1988 9. Februar 1988 | 3:38  |
| B3          | Rhymin’ Man                      | Rudi-Sedlmayer-Halle / München, Deutschland | 9. Mai 1988 | 3:51  |
| B4          | Promiscuous                      | Royal Oak Music Theatre / Michigan, USA | 26. Februar 1988 | 2:03  |
| B5          | The Untouchables (Nelson Riddle) | Civic Center / Providence (Rhode Island), USA | 16. März 1988 | 3:05  |

### CD/Digital (1989)
Die CD wurde um einige Stücke erweitert, außerdem fanden geringfügige Änderungen in der Playlist statt.
| Nr. | Titel                                            | Ort (Konzert) | Datum (Aufnahme) | Länge |
| --- | ------------------------------------------------ | --- | --- | ----- |
| 1   | Elvis Has Just Left the Building                 | Palasport di Genova / Genua, Italien | 9. Juni 1988 | 2:24  |
| 2   | Planet of the Baritone Women                     | Music Hall / Cincinnati, USA Warner Theatre / Washington, D.C., USA Tower Theater / Pennsylvania, USA | 5. März 1988 9. Februar 1988 12. Februar 1988 | 2:48  |
| 3   | Any Kind of Pain                                 | Music Hall / Cincinnati, USA Warner Theatre / Washington, D.C., USA Tower Theater / Pennsylvania, USA Falkoner Centret / Kopenhagen, Dänemark | 5. März 1988 9. Februar 1988 12. Februar 1988 25. April 1988                                                                                            | 5:42  |
| 4   | Dickie’s Such an Asshole                         | Music Hall / Cincinnati, USA Warner Theatre / Washington, D.C., USA Hala Tivoli / Ljubljana, Slowenien Broome County Arena / Binghamton (New York), USA Olympen / Lund, Schweden | 5. März 1988 9. Februar 1988 23. Mai 1988 17. März 1988 26. April 1988                                                                                  | 6:37  |
| 5   | When the Lie’s So Big                            | Music Hall / Cincinnati, USA Warner Theatre / Washington, D.C., USA | 5. März 1988 9. Februar 1988 | 3:38  |
| 6   | Rhymin’ Man                                      | Rudi-Sedlmayer-Halle / München, Deutschland | 9. Mai 1988 | 3:51  |
| 7   | Promiscuous                                      | Royal Oak Music Theatre / Michigan, USA | 26. Februar 1988 | 2:03  |
| 8   | The Untouchables (Nelson Riddle)                 | Civic Center / Providence (Rhode Island), USA | 16. März 1988 | 3:05  |
| 9   | Why Don’t You Like Me?                           | Bushnell Memorial Hall / Hartford (Connecticut) USA Syria Mosque / Pittsburgh (Pennsylvania), USA Tower Theater / Pennsylvania, USA Auditorium Theatre / Chicago (Illinois), USA | 17. Februar 1988 25. Februar 1988 13. Februar 1988 3. März 1988                                                                                         | 2:57  |
| 10  | Bacon Fat (Andre Williams, Dorothy Brown, Zappa) | Frauenthal Auditorium / Muskegon (Michigan) USA | 1. März 1988 | 1:29  |
| 11  | Stolen Moments (Oliver Nelson)                   | Frauenthal Auditorium / Muskegon (Michigan) USA Auditorium Theatre / Chicago (Illinois), USA | 1. März 1988 3. März 1988 | 2:57  |
| 12  | Murder by Numbers (Sting, Andy Summers)          | Auditorium Theatre / Chicago (Illinois), USA | 3. März 1988 | 5:37  |
| 13  | Jezebel Boy                                      | Tower Theater / Pennsylvania, USA | 13. Februar 1988 | 2:27  |
| 14  | Outside Now                                      | Wembley Arena / London, England Palasport di Genova / Genua, Italien | 19. April 1988 9. Juni 1988 | 7:49  |
| 15  | Hot Plate Heaven at the Green Hotel              | Wiener Stadthalle / Wien, Österreich Rudi-Sedlmayer-Halle / München, Deutschland | 8. Mai 1988 9. Mai 1988 | 6:40  |
| 16  | What Kind of Girl?                               | Frauenthal Auditorium / Muskegon (Michigan) USA Auditorium Theatre / Chicago (Illinois), USA | 1. März 1988 4. März 1988 | 3:17  |
| 17  | Jesus Thinks You’re a Jerk                       | Tower Theater / Pennsylvania, USA Royal Oak Music Theatre / Michigan, USA Cumberland County Civic Center / Portland (Maine), USA Rothman Center / Hackensack (New Jersey), USA Civic Center / Providence (Rhode Island), USA Nassau Coliseum / Long Island (New York), USA Warner Theatre / Washington, D.C., USA Wembley Arena / London, England Shea’s Theater / Buffalo (New York), USA War Memorial Auditorium / Rochester (New York) USA | 13./14. Februar 1988 26. Februar 1988 15. März 1988 20. März 1988 16. März 1988 25. März 1988 9. Februar 1988 19. April 1988 9. März 1988 11. März 1988 | 9:15  |

## Mitwirkende
- Alt-Saxophon – Paul Carman
- Bariton-Saxophon – Kurt McGettrick
- Bass – Scott Thunes
- Komposition und Arrangement – Frank Zappa (Titel: 1 bis 7, 9, 13 bis 17)
- Schlagzeug – Chad Wackerman
- Technik – Bob Stone, Harry Andronis
- Gitarre, Synthesizer, Vocals – Mike Keneally
- Gitarre, Vocals – Ike Willis
- Keyboards, Vocals – Bobby Martin (Titel 2)
- Lead Guitar, Vocals – Frank Zappa
- Percussion – Ed Mann
- Fotografie (Cover / Umschlag) – Lynn Goldsmith
- Fotografie [Cover / Innen] – Greg Gorman
- Produzent, Arrangeur, Dirigent – Frank Zappa
- Tenor-Saxophon – Albert Wing
- Posaune – Bruce Fowler (Titel 3)
- Trompete – Walt Fowler
- Vocals (Guest Vocalist) – Eric Buxton
- Vocals (Guest Vocalist) – Sting (Gordon Sumner)

Quelle: